# Vĩnh Xuyên
Vĩnh Xuyên (chữ Hán giản thể:永川区, Hán Việt: Vĩnh Xuyên khu) là một quận thuộc thành phố trực thuộc trung ương Trùng Khánh, Cộng hòa Nhân dân Trung Hoa. Quận này là trung tâm tài chính, thông tin, năng lượng của Trùng Khánh. Trong thành nội có ba con sông hợp lưu giống chữ "vĩnh" (永) nên gọi là "vĩnh xuyên". Ngày 22 tháng 10 năm 2006, Quốc vụ viện Trung Quốc phê chuẩn nâng cấp huyện cấp thị Vĩnh Xuyên thành quận thuộc Trùng Khánh.